# Griazev-Chipounov GCh-30-1
Pour les articles homonymes, voir GSH.

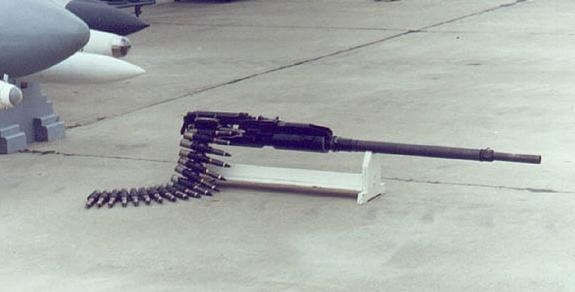
Canon GSh-30-1.

Le Griazev-Chipounov GSh-30-1 est un canon fabriqué par l'entreprise russe Izhmash équipant les avions de combat soviétiques puis russes, notamment les MiG-29 et Su-27, ainsi que des hélicoptères et des blindés légers.

## Caractéristiques
- Type : canon automatique
- Calibre : 30 mm × 165
- Masse (complet) : 46 kg
- Cadence de tir : 1 800 coups par minute ; 1 500 en moyenne. Modernisation portant la cadence à 2100 coups par minute ( modifications apportées sur Su 35S)
- Vitesse des projectiles : 860 m/s et/où 1125 m/s.
- Masse d'un projectile : 400 grammes et/ou 600g.
- Énergie du projectile : 147 920 joules variables en fonction du projectile utilisé.

## Armes équivalentes
- GIAT 30, équipant les avions de chasse français.
- M61 Vulcan, équipant la grande majorité des avions de chasse américains.
- GAU-8 Avenger, équipant l’A-10 Thunderbolt.